# Campeonato Sul-Americano de Voleibol Masculino Sub-19 de 2010
O  Campeonato Sul-Americano de Voleibol Masculino Sub-19  de 2010  ou  a décima – sétima edição do Campeonato Sul-Americano Infanto-Juvenil, realizada bienalmente, foi a competição disputada por seleções sul-americanas, cuja entidade organizadora é a  Confederação Sul-Americana de Voleibol , sediado na cidade de La Guaira ,  edição vencida pela Seleção Argentina, que garantiu juntamente com a representação brasileira (vice-campeão)  obtiveram a qualificação para o Mundial Infanto-Juvenil de 2011 na Argentina; o prêmio de Melhor Jogador  (MVP) do campeonato continental foi o ponteiro argentino Gonzalo Quiroga.

## Seleções participantes
As seguintes seleções confirmaram participação no Campeonato Sul-Americano Infanto-Juvenil de 2010:
| Equipe    | Última participação |
| --------- | ------------------- |
| Venezuela | Sede e 3º em 2008   |
| Argentina | 1º em 2008          |
| Brasil    | 2º em 2008          |
| Chile     | 4º em 2008          |
| Colômbia  | 5º em 2008          |
| Peru      | 6º em 2008          |

## Primeira fase
Classificação
- Local: Estadio Polideportivo José María Vargas, La Guaira-Venezuela

### Fase única
|     |           |     | Jogos | Jogos | Jogos | Resultados | Resultados | Resultados | Resultados | Resultados | Resultados | Sets | Sets | Sets  | Pontos | Pontos | Pontos |
| Pos | Equipe    | Pts | T     | V     | D     | 3–0        | 3–1        | 3–2        | 2–3        | 1–3        | 0–3        | V    | P    | R     | V      | P      | R      |
| --- | --------- | --- | ----- | ----- | ----- | ---------- | ---------- | ---------- | ---------- | ---------- | ---------- | ---- | ---- | ----- | ------ | ------ | ------ |
| 1   | Argentina | 15  | 5     | 5     | 0     | 5          | 0          | 0          | 0          | 0          | 0          | 15   | 0    | MAX   | 378    | 266    | 1.421  |
| 2   | Brasil    | 12  | 5     | 4     | 1     | 4          | 0          | 0          | 0          | 0          | 1          | 12   | 3    | 4,000 | 373    | 262    | 1.424  |
| 3   | Venezuela | 6   | 5     | 2     | 3     | 1          | 1          | 0          | 0          | 0          | 3          | 6    | 10   | 0.600 | 343    | 337    | 1.018  |
| 4   | Colômbia  | 6   | 5     | 2     | 3     | 2          | 0          | 0          | 0          | 1          | 2          | 7    | 9    | 0.778 | 317    | 358    | 0.885  |
| 5   | Chile     | 3   | 5     | 1     | 4     | 1          | 0          | 0          | 0          | 0          | 4          | 3    | 12   | 0.250 | 268    | 338    | 0.793  |
| 6   | Peru      | 3   | 5     | 1     | 4     | 1          | 0          | 0          | 0          | 0          | 4          | 3    | 12   | 0.250 | 245    | 347    | 0.706  |

Resultados
| Data    | Hora  |              | Placar |           | Set 1 | Set 2 | Set 3 | Set 4 | Set 5 | Total | Relatório |
| ------- | ----- | ------------ | ------ | --------- | ----- | ----- | ----- | ----- | ----- | ----- | --------- |
| 12 abr  | 13:00 | 'Argentina ' | 3–0    | Colômbia  | 25–19 | 25–19 | 25–20 |       |       | 75–58 | 75–58     |
| 12 abr  | 15:00 | 'Brasil '    | 3–0    | Chile     | 25–11 | 25–13 | 25–18 |       |       | 75–42 | 75–42     |
| 12 abr  | 17:00 | 'Peru '      | 3–0    | Venezuela | 25–13 | 25–19 | 25–15 |       |       | 75–47 | 75–47     |
| 13 abr  | 13:00 | 'Brasil '    | 3–0    | Colômbia  | 25–15 | 25–13 | 25–16 |       |       | 75–44 | 75–44     |
| 13 abr  | 15:00 | 'Argentina ' | 3–0    | Peru      | 25–5  | 25–7  | 25–13 |       |       | 75–25 | 75–25     |
| 13 abr  | 17:00 | 'Venezuela ' | 3–0    | Chile     | 25–20 | 25–17 | 25–10 |       |       | 75–47 | 75–47     |
| 14 abr  | 13:00 | 'Colômbia '  | 3–0    | Peru      | 25–20 | 25–21 | 25–12 |       |       | 75–53 | 75–53     |
| 14 abrr | 15:00 | 'Argentina ' | 3–0    | Chile     | 25–16 | 25–15 | 25–16 |       |       | 75–47 | 75–47     |
| 14 abr  | 17:00 | 'Brasil '    | 3–0    | Venezuela | 25–18 | 25–21 | 25–21 |       |       | 75–60 | 75–60     |
| 15 abr  | 13:00 | 'Chile '     | 3–0    | Peru      | 25–16 | 25–21 | 25–17 |       |       | 75–54 | 75–54     |
| 15 abr  | 15:00 | 'Argentina ' | 3–0    | Brasil    | 28–26 | 25–22 | 27–25 |       |       | 80–73 | 78–73     |
| 15 abr  | 17:00 | 'Venezuela ' | 3–1    | Colômbia  | 25–12 | 25–16 | 23–25 | 25–12 |       | 98–65 | 98–65     |
| 16 abr  | 13:00 | 'Brasil '    | 3–0    | Peru      | 25–9  | 25–13 | 25–16 |       |       | 75–38 | 75–38     |
| 16 abr  | 15:00 | 'Colômbia '  | 3–0    | Chile     | 25–18 | 26–24 | 25–15 |       |       | 76–57 | 75–57     |
| 16 abr  | 17:00 | 'Argentina ' | 3–0    | Venezuela | 25–21 | 25–23 | 25–20 |       |       | 75–64 | 75–63     |

## Classificação final
| Posição | Equipe    |
| ------- | --------- |
| 1       | Argentina |
| 2       | Brasil    |
| 3       | Venezuela |
| 4       | Colômbia  |
| 5       | Chile     |
| 6       | Peru      |

|  | Qualificados para o Mundial Infanto-Juvenil de 2011 |

## Prêmios individuais
| MVP (Most Valuable Player) | Gonzalo Quiroga   | Argentina |
| Melhor Atacante            | Daniel Arteaga    | Venezuela |
| Melhor Bloqueador          | Flávio Gualberto  | Brasil    |
| Melhor Sacador             | Emerson Rodríguez | Venezuela |
| Melhor Levantador          | Fernando Arpajou  | Argentina |
| Melhor Líbero              | Martín Weber      | Argentina |
| Melhor Defensor            | Leonardo Tomazi   | Brasil    |
| Melhor Receptor            | Gonzalo Quiroga   | Argentina |